# 蓮勺朝子
蓮勺朝子（れんしゃく あさこ）は、ベイビー・プラネットの放送作家で、フラワーデザイナー。

## プロフィール
- 株式会社スローラグジュアリーの代表取締役。
- 趣味は、F1、旅、芸術鑑賞。
- 華道は池坊流。

## 担当番組
- めざましどようび（フジテレビ系）
- テストの花道（NHK教育）
- 特盛り！テストの花道（NHK教育）
- 額縁をくぐって物語の中へ（NHK BSプレミアム）
- メトロポリタン・オペラ（WOWOW）
- ブランドストーリー～悠久への誘い～（BS日テレ）
- 1Hセンス（フジテレビ系）
- 空旅をあなたへ（フジテレビ系）
- 教えてもらう前と後（MBS制作・TBSテレビ系）

## 過去の担当番組
- たけしの誰でもピカソ（テレビ東京）
- ギルガメッシュLIGHT（BSジャパン）
- 情報プレゼンター とくダネ!（フジテレビ系）
- イキだね!わたしの東京時間（NHK）
- ひょうたんからコトバ（NHK教育）
- ママ大好き！（日本テレビ）
- はじめて記念日（フジテレビ系）
- 心ゆさぶれ!先輩ROCK_YOU（日本テレビ系）